# Заозерье (Толмачёвское городское поселение)
Заозерье — деревня в Толмачёвском городском поселении Лужского района Ленинградской области.

## История
Деревня Заозерья упоминается на карте Санкт-Петербургской губернии 1792 года, А. М. Вильбрехта.
Как деревня Заозерье она обозначена на карте Санкт-Петербургской губернии Ф. Ф. Шуберта 1834 года.

ЗАОЗЕРЬЕ — деревня принадлежит коллежскому асессору Хомутову, число жителей по ревизии: 19 м. п., 27 ж. п. (1838 год)

Деревня Заозерье отмечена на карте профессора С. С. Куторги 1852 года.

ЗАОЗЕРЬЕ — деревня господина Затолокина, по просёлочной дороге, число дворов — 13, число душ — 85 м. п. (1856 год)

ЗАОЗЕРЬЕ — деревня, число жителей по X-ой ревизии 1857 года: 85 м. п., 82 ж. п. (из них дворовых людей — 17 м. п., 20 ж. п.)

ЗАОЗЕРЬЕ — деревня владельческая и мыза при озере Красногорском, число дворов — 15, число жителей: 89 м. п., 75 ж. п.; Часовня православная. (1862 год)

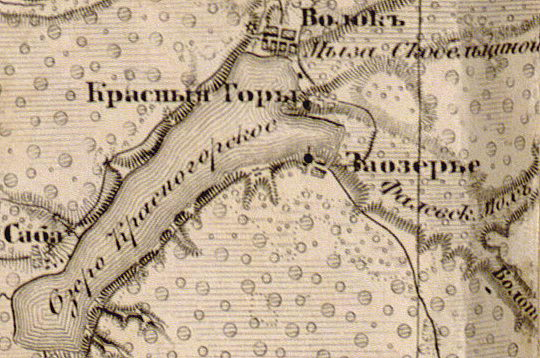
Деревня Заозерье на карте 1863 года

В 1867 году временнообязанные крестьяне деревни выкупили свои земельные наделы у А. Е. Затолокин и стали собственниками земли.
Согласно подворной описи 1882 года:

ЗАОЗЕРЬЕ — деревня Красногорского общества Красногорской волости
  
домов — 49, душевых наделов — 68, семей — 37, число жителей — 106 м. п., 107 ж. п.; разряд крестьян — собственники

Согласно материалам по статистике народного хозяйства Лужского уезда 1891 года, одно имение при селении Заозерье площадью 3688 десятин принадлежало купцу Е. И. Тарасову, имение было приобретено частями в 1880 и 1881 годах за 11 000 рублей; второе имение, площадью 503 десятины, принадлежало жене цехового мастера О. И. Дорониной, имение было приобретено в 1885 году за 2520 рублей.
В XIX — начале XX века деревня административно относилась к Красногорской волости 2-го земского участка, 1-го стана Лужского уезда Санкт-Петербургской губернии.
По данным «Памятной книжки Санкт-Петербургской губернии» за 1905 год деревня Заозерье входила в Волокское сельское общество. 3976 десятин земли в деревне принадлежали наследникам купца Егора Ивановича Тарасова.
С 1917 года деревня входила в состав Красногорского сельсовета Лужского уезда.

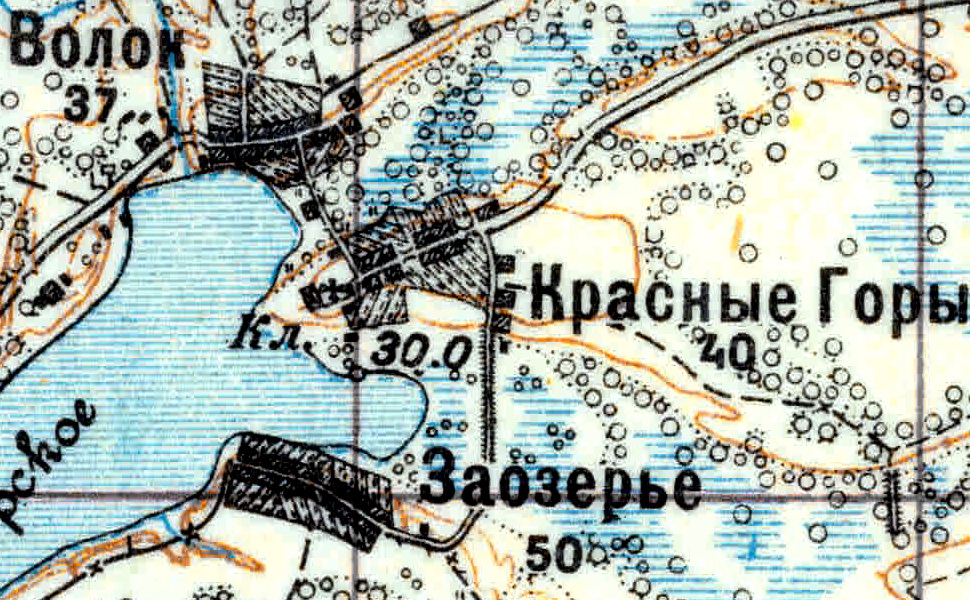
Деревня Заозерье на карте 1926 года

Согласно топографической карте 1926 года деревня насчитывала 50 крестьянских дворов.
По данным 1933 года деревня Заозерье входила в состав Красногорского сельсовета Лужского района.
Деревня была освобождена от немецко-фашистских оккупантов 10 февраля 1944 года.
В 1958 году население деревни составляло 104 человека.
По данным 1966 и 1973 годов деревня Заозерье также входила в состав Красногорского сельсовета.
По данным 1990 года деревня Заозерье входила в состав Толмачёвского сельсовета.
В 1997 году в деревне Заозерье Толмачёвской волости проживали 12 человек, в 2002 году — 22 человека (все русские).
В 2007 году в деревне Заозерье Толмачёвского ГП проживали 9 человек.

## География
Деревня расположена в северной части района на автодороге 41К-699 (Красные Горы — Заозерье), к югу от автодороги 41А-186 (Толмачёво — автодорога «Нарва»).
Расстояние до административного центра поселения — 32 км.
Расстояние до ближайшей железнодорожной станции Толмачёво — 26 км.
Деревня находится на восточном берегу Красногорского озера.

## Демография
| 1838 | 1862 | 1958 | 1997 | 2007 | 2010 | 2017 |
| ---- | ---- | ---- | ---- | ---- | ---- | ---- |
| 46   | ↗164 | ↘104 | ↘12  | ↘9   | ↘7   | ↗15  |

## Достопримечательности
Деревянная часовня во имя Успения Пресвятой Богородицы, постройки середины XIX века.

## Улицы
3-й Тихий переулок, Луговая, Центральная.